# Liste der Mitglieder des Bayerischen Landtages (Königreich, 21. Wahlperiode)
Diese Liste gibt einen Überblick über alle Mitglieder des Bayerischen Landtages in der 21. Wahlperiode des Königreichs Bayern (1912–1918). In die Wahlperiode fallen die Sitzungen des 36. Landtags vom 27. Februar 1912 bis zum 7. November 1918.

## Kammer der Abgeordneten

### Präsidium
- Präsident: Georg Ritter von Orterer (1849–1916) (bis 5. Oktober 1916); Theobald Ritter von Fuchs (1852–1943) (ab 31. Januar 1917)
- 1. Vizepräsident: Theobald Ritter von Fuchs (1852–1943); Leopold Ritter von Casselmann (1858–1930) (ab 31. Januar 1917)
- 2. Vizepräsident: Alois Ritter von Frank (1859–1940)
- 1. Schriftführer: August Wörle (1860–1920)
- 2. Schriftführer: Konrad Pflaumer
- 3. Schriftführer: Ludwig Giehrl
- 4. Schriftführer: Robert Einhauser

### Abgeordnete

#### A
- Eugen Abresch (1867–1952)
- Josef Aichbichler (1845–1912)
- Andreas Ankenbrand
- Erhard Auer (1874–1945)

#### B
- Franz Xaver Bauer
- Sebastian Bauer (1867–1931)
- Wolfgang Bauernfeind
- Paul Baumann
- Friedrich Beckh (1843–1927)
- Joseph Anton Bottner
- Friedrich Bühler
- Valentin Buhlheller
- Franz Burger (1836–1920)
- Rudolf Buttmann (1855–1927)
- Eugen Büttner

#### C
- Johann Cadau (1871–1912)
- Leopold Ritter von Casselmann (1858–1930)

#### D
- Anton Deindl
- Nikolaus Diel
- Sebastian Diernreiter (1875–1956)
- Pius Dirr (1875–1943)
- Konrad Dorn

#### E
- Friedrich Eckerle
- Robert Einhauser
- Georg Eisenberger (1863–1945)
- Simon Eisenmann (1862–1938)
- Friedrich Endres
- Fritz Endres (1877–1963)
- Julius Erbelding
- Alois Eschenbach

#### F
- Moritz Freiherr von und zu Franckenstein (1869–1931)
- Alois Ritter von Frank (1859–1940)
- Joseph Frank
- Karl Leopold Maria Freiherr von Freyberg (1866–1940)
- Friedrich Fuchs
- Theobald Ritter von Fuchs (1852–1943)

#### G
- Karl Gandorfer (1875–1932)
- Franz Xaver Gäßler
- Karl Gebhart (1859–1921)
- Johann Gentner (1877–1953)
- Friedrich Gerichten
- Liborius Gerstenberger (1864–1925)
- Franz Gerstenecker
- Ludwig Giehrl
- Josef Giessen (1858–1944)
- Heinrich Gölzer (1868–1942)
- Heinrich Göring (1850–1931)
- Friedrich Gößwein
- Georg Götz (1869–nach 1918)
- Georg Grasberger
- Alois Greißl

#### H
- Leonhard Michael Haack
- Martin Haagen (1861–1913)
- Hans Häberlein
- Sigmund August Karl Ulrich Freiherr Haller von Hallerstein (1861–1936)
- Karl Hammerschmidt (1862–1932)
- Hans Hartmann (1863–1942)
- Johann Haslinger
- Konrad Hastreiter
- Matthäus Haug
- Johann Georg Helck
- Heinrich Held (1868–1938)
- Theodor Hennemann
- Karl August Heß
- Michael Hierl (1868–1933)
- Franz Höcht
- Johannes Hoffmann (1867–1930)
- Joseph Huber (1860–1940)
- Karl Hübsch
- Klement Hupfer (1849–1941)

#### J
- Joseph Jägerhuber
- Stephan Jetz
- Johann Jakob Jungmaier

#### K
- Rudolf Kanzler (1873–1956)
- Ludwig Philipp Keidel (1857–1932)
- Georg Klampfer
- Johann Kleber
- Eduard Heinrich Klement
- Joseph Kling
- Karl Kohl (1869–1935)
- Karl Köhl (1846–1926)
- Hans Kopp (1847–1915)
- Bruno Körner (1862–1927)
- Jakob Kroher (1863–1958)

#### L
- Konrad Lämmermann
- Anton Lang (1848–1914)
- Anton Lang (1860–1931)
- Franz Xaver Lang (1867–1934)
- Franz Xaver Lerno (1849–1920)
- Johann Baptist Lohr
- Martin Loibl (1869–1933)
- Anton Löweneck
- Friedrich Lutz (1852–1918)

#### M
- Konrad Freiherr von Malsen-Waldkirch (1869–1913)
- Ludwig Mattil
- Joseph Matzeder
- Sebastian Matzinger (1865–1935)
- Johann Mayer
- Karl Mayer
- Thomas Mayer
- Wilhelm Meußdörffer (1858–1931)
- Joseph Moritz (1845–1922)
- Adolf Müller (1863–1943)
- Ferdinand Müller (1859–1944)
- Ernst Müller-Meiningen (1866–1944)
- Karl Munzinger

#### N
- Friedrich Johann Neuner (1857–1930)
- Hans Nimmerfall (1872–1934)
- Dominikus Nuffer

#### O
- Georg Ritter von Orterer (1849–1916)
- Heinrich Osel (1863–1919)
- Heinrich Oswald (1866–1945)

#### P
- Joseph Graf von Pestalozza (1868–1930)
- Konrad Pflaumer
- Franz Seraphin Ritter von Pichler (1852–1927)
- Ludwig Pickelmann
- Friedrich Profit (1874–1951)
- Kaspar Puffer

#### Q
- Ludwig Quidde (1858–1941)

#### R
- Ignaz Raab
- Hans Räbel
- Hans Rauch (1885–1963)
- Ludwig Renner
- Franz Reuß
- Hans Rollwagen (1868–1912)
- Albert Roßhaupter (1878–1949)
- Andreas Rothfischer (1863–1944)
- Sebastian Ruedorffer (Rüdorffer)
- Franz Rumpel

#### S
- Joseph Säckler
- Fritz Saffer
- Georg Sagmeister
- Johann Sailer (1851–??)
- Karl Scharnagl (1881–1963)
- Joseph Schefbeck (1859–1946)
- Friedrich Scheu (1864–1945)
- Wilhelm Schiml
- Sebastian Schlittenbauer (1874–1936)
- Eduard Schmid (1861–1933)
- Joseph Schmid
- Franz Schmitt (1862–1932)
- Ernst Schneppenhorst (1881–1945)
- Ignaz Schön
- Johann Nepomuk Schramm
- Karl Schrepfer
- Johann Baptist Schubert
- Jakob Schulz
- Michael Seeberger
- Martin Segitz (1853–1927)
- Josef Siben (1864–1941)
- Joseph Simon
- Christian Friedrich Soldner
- Karl Friedrich Speck (1862–1939 oder 1942)
- Wilhelm Spindler (1861–1927)
- Georg Stang (1880–1951)
- Johann Steets
- Martin Steiner
- Joseph Steininger (1858–1931)
- Johann Stetter
- Peter Streifinger
- Max Süßheim (1876–1933)

#### T
- Georg Teufel
- Friedrich Thoma (1873–nach 1934)
- Johannes Timm (1866–1945)

#### U
- Franz Joseph Ueberreiter

#### V
- Georg Nikolaus Vogel
- Johann Vogel (1881–1945)
- Georg Heinrich Ritter und Edler von Vollmar auf Veltheim (1850–1922)

#### W
- Michael Wackerl
- Jakob Wagner
- Wolfgang Wagner
- Hermann Walter
- Karl Walterbach
- Friedrich Walz (1874–1952)
- Joseph Wasner
- Joseph Weißenfeld
- Kaspar Wieland
- Franz Winsauer
- Klemens Wohlgeschaffen
- Georg Wohlmuth (1865–1952)
- August Wörle (1860–1920)

#### Z
- Ludwig Zettler (1871–1940)

## Kammer der Reichsräte

### Präsidium
- 1. Präsident: Carl Ernst Fürst Fugger von Glött (1859–1940)
- 2. Präsident: Adolph von Auer (1831–1916); Krafft von Crailsheim (1841–1926) (ab 17. Dezember 1913)
- 1. Sekretär: Karl Max Graf von Drechsel-Deuffstetten
- 2. Sekretär: Johann Karl Freiherr von und zu Franckenstein (1858–1913); Berthold Schenk Graf von Stauffenberg (ab 17. Dezember 1913)

### Reichsräte
| Inhaltsverzeichnis A B C D E F G H I L M O P Q R S T V W |

#### A
- Friedrich Philipp Ritter von Abert (1852–1912)
- Maximilian Karl Graf von Arco-Valley
- Joseph Maria Graf von Arco-Zinneberg
- Heinrich Maria Freiherr von Aretin auf Haidenburg (1875–1943)
- Adolph von Auer (1831–1916)

#### B
- Maximilian Kaspar Freiherr von Bassus
- Adalbert Alfons Prinz von Bayern (1886–1970)
- Alphons Maria Prinz von Bayern (1862–1933)
- Christoph Joseph Herzog in Bayern
- Ferdinand Maria Prinz von Bayern
- Franz Joseph Herzog in Bayern (1888–1912)
- Franz Maria Prinz von Bayern (1875–1957)
- Georg Franz Prinz von Bayern (1880–1943)
- Heinrich Luitpold Prinz von Bayern (1884–1916)
- Karl Maria Prinz von Bayern
- Konrad Luitpold Prinz von Bayern (1883–1969)
- Leopold Maximilian Prinz von Bayern (1846–1930)
- Ludwig Ferdinand Prinz von Bayern (1859–1949)
- Ludwig Prinz von Bayern (1845–1921)
- Ludwig Wilhelm Herzog in Bayern (1884–1968)
- Ludwig Wilhelm Karl Herzog in Bayern
- Rupprecht Maria Prinz von Bayern (1869–1955)
- Siegfried August Herzog in Bayern
- Franz Ritter von Bettinger (1850–1917)
- Hermann Theodor Ritter von Bezzel (1861–1917)
- Hippolyt Graf von Bray-Steinburg (1842–1913)
- Otto Ludwig Graf von Bray-Steinburg
- Franz von Buhl (1867–1921)

#### C
- Friedrich Carl zu Castell-Castell (1864–1923)
- Casimir Friedrich Fürst zu Castell-Rüdenhausen
- Wolfgang August Fürst zu Castell-Rüdenhausen
- Friedrich Krafft Graf von Crailsheim (1841–1926)
- Theodor jun. Freiherr von Cramer-Klett (1874–1938)

#### D
- Friedrich Christian von Deuster (1861–1945)
- Maximilian Joseph Graf von Deym zu Arnstorf
- Karl Max Graf von Drechsel-Deuffstetten

#### E
- Georg Albrecht Graf zu Erbach-Erbach und von Wartenberg-Roth (1844–1915)

#### F
- Michael Ritter von Faulhaber (1869–1952)
- Wilhelm Peter Ritter von Finck (1848–1924)
- Johann Karl Freiherr von und zu Franckenstein (1858–1913)
- Moritz Freiherr von und zu Franckenstein (1869–1931)
- Carl Ernst Graf (seit 1914 Fürst) Fugger von Glött (1859–1940)
- Johannes Hartmann Graf von Fugger zu Kirchberg und Weißenhorn

#### G
- Karl Gottfried Graf von und zu Giech
- Maximilian Casimir Guy Freiherr von Gravenreuth
- Hans Georg Freiherr von Gumppenberg-Pöttmes-Oberprennberg
- Georg Enoch Freiherr von und zu Guttenberg (1893–1940)
- Maximilian Hermann Freiherr von und zu Guttenberg

#### H
- Hermann Ritter von Haag (1843–1935)
- Friedrich Haas (1846–1912)
- Wilhelm Ritter von Haiß
- Jakob Johannes Ritter von Hauck (1861–1943)
- Friedrich Ritter von Heinzelmann
- Antonius Ritter von Henle (1851–1927)
- Georg Friedrich Graf von Hertling (1843–1919)
- Johannes Friedrich Fürst zu Hohenlohe-Bartenstein und Jagstberg (1863–1921)
- Moritz Fürst zu Hohenlohe-Waldenburg-Schillingsfürst
- Philipp Ernst Fürst zu Hohenlohe-Waldenburg-Schillingsfürst
- Ludwig Karl Graf von Holnstein aus Bayern

#### I
- Philipp Rudolf Anselm Franz Graf von Ingelheim, genannt Echter von und zu Mespelbrunn

#### L
- Karl Friedrich von Lang-Puchhof
- Karl Hermann von Lang-Puchhof
- Karl Jakob Ritter von Lavale (1843–1925)
- Emich Eduard Fürst zu Leiningen (1866–1939)
- Otto Ludwig Graf von Lerchenfeld auf Köfering und Schönberg
- Karl Freiherr von Lindenfels
- Eugen Freiherr von Lotzbeck auf Weyhern
- Ernst Alban Fürst zu Löwenstein-Wertheim-Freudenberg (1854–1931)
- Dr. Aloys Joseph Fürst zu Löwenstein-Wertheim-Rosenberg (1871–1952)

#### M
- Hugo Ritter und Edler von Maffei (1836–1921)
- Carl Joseph Maria Graf von Maldeghem
- Ludwig Karl Graf von Maldeghem
- Ferdinand Ritter von Miller (1842–1929)
- Oskar Ritter von Miller (1855–1934)
- Alfons Graf von Mirbach-Geldern-Egmont
- Joseph Maximilian Graf von Montgelas
- Ernst Maria Graf von Moy
- Heinrich Karl Graf von der Mühle-Eckart auf Leonberg

#### O
- Albrecht Franz Fürst von Oettingen-Oettingen und Oettingen-Spielberg
- Emil Franz Fürst von Oettingen-Oettingen und Oettingen-Spielberg
- Karl Friedrich Fürst zu Oettingen-Oettingen und Oettingen-Wallerstein
- Franz Karl Julius Graf zu Ortenburg-Tambach

#### P
- Friedrich Ritter von Pflaum
- Eduard Georg Benedikt Freiherr Poschinger von Frauenau (1869–1942)
- Johann Georg Graf von Preysing-Lichtenegg-Moos
- Johann Kaspar Graf von Preysing-Lichtenegg-Moos
- Maximilian Emanuel Graf von Preysing-Lichtenegg-Moos

#### Q
- Bertram Otto Fürst von Quadt zu Wykradt und Isny

#### R
- Friedrich Ludwig Graf von Rechteren und Limpurg
- Anton Ritter von Rieppel (1852–1926)

#### S
- Karl Theodor Graf von und zu Sandizell (1865–1939)
- Alfred Ferdinand Freiherr von Schaezler
- Georg Ritter von Schanz (1853–1931)
- Markus Paul Freiherr von Schnurbein
- Arthur Franz Graf von Schönborn-Wiesentheid
- Erwein Clemens Graf von Schönborn-Wiesentheid
- Maximilian Graf von Soden-Fraunhofen (1844–1922)
- Berthold Schenk Graf von Stauffenberg

#### T
- Heinrich Ritter von Thelemann (1851–1923)
- Hans Karl Freiherr von Thüngen
- Albert Maria Fürst von Thurn und Taxis (1867–1952)
- Hans Veit Graf von Toerring-Jettenbach-Guttenzell auf Seefeld

#### V
- Friedrich von Veit (1861–1948)

#### W
- Ludwig Maria Friedrich Graf von Waldbott-Bassenheim
- Georg Maximilian Fürst von Waldburg zu Zeil und Trauchburg (1867–1918)
- Karl Philipp Fürst von Wrede
- Ludwig Veit Freiherr von Würtzburg